# Férfi 110 kg-os súlyemelés az 1992. évi nyári olimpiai játékokon
Az 1992. évi nyári olimpiai játékokon a súlyemelés férfi 110 kg-os versenyszámát augusztus 3-án rendezték a Industrial Spain Pavillionban.

## Rekordok
A versenyt megelőzően a következő rekordok voltak érvényben:
| Világrekord     | Szakítás    | Jurij Zaharevics (URS) | 210,0 kg | Szöul, Dél-Korea        | 1988. szeptember 27. |
| Világrekord     | Lökés       | Jurij Zaharevics (URS) | 250,5 kg | Cardiff, Nagy-Britannia | 1988. április 30.    |
| Világrekord     | Összesített | Jurij Zaharevics (URS) | 455,0 kg | Szöul, Dél-Korea        | 1988. szeptember 27. |
| Olimpiai rekord | Szakítás    | Jurij Zaharevics (URS) | 210,0 kg | Szöul, Dél-Korea        | 1988. szeptember 27. |
| Olimpiai rekord | Lökés       | Jurij Zaharevics (URS) | 245,0 kg | Szöul, Dél-Korea        | 1988. szeptember 27. |
| Olimpiai rekord | Összesített | Jurij Zaharevics (URS) | 455,0 kg | Szöul, Dél-Korea        | 1988. szeptember 27. |

A versenyen új rekord nem született.

## Versenynaptár
| Dátum                     | Forduló |
| ------------------------- | ------- |
| 1992. augusztus 3., hétfő | Döntő   |

## Eredmények
Az eredmények kilogrammban értendők. A rövidítés jelentése a következő:
- DNF: érvényes kísérlet nélkül

### Végeredmény
| H     | Név                             | Nemzet                    | Cs | Súly   | Szakítás | Szakítás | Szakítás | Szakítás | Lökés | Lökés | Lökés | Lökés | Össz. |
| H     | Név                             | Nemzet                    | Cs | Súly   | 1        | 2        | 3        | E        | 1     | 2     | 3     | E     | Össz. |
| ----- | ------------------------------- | ------------------------- | -- | ------ | -------- | -------- | -------- | -------- | ----- | ----- | ----- | ----- | ----- |
| Arany | Ronny Weller                    | Németország (GER)         | A  | 109,40 | 185,0    | 190,0    | 192,5    | 192,5    | 225,0 | 235,0 | 240,0 | 240,0 | 432,5 |
| Ezüst | Artur Akojev                    | Egyesített Csapat (EUN)   | A  | 109,40 | 190,0    | 195,0    | 195,0    | 195,0    | 230,0 | 235,0 | 237,5 | 235,0 | 430,0 |
| Bronz | Sztefan Botev                   | Bulgária (BUL)            | A  | 108,50 | 185,0    | 190,0    | 190,0    | 190,0    | 227,5 | 237,5 | 237,5 | 227,5 | 417,5 |
| 4.    | Nicu Vlad                       | Románia (ROU)             | A  | 103,10 | 185,0    | 185,0    | 190,0    | 190,0    | 215,0 | 227,5 | 227,5 | 215,0 | 405,0 |
| 5.    | Dariusz Osuch                   | Lengyelország (POL)       | B  | 108,05 | 165,0    | 170,0    | 175,0    | 175,0    | 212,5 | 217,5 | 222,5 | 222,5 | 397,5 |
| 6.    | Frank Seipelt                   | Németország (GER)         | A  | 109,75 | 162,5    | 170,0    | 172,5    | 170,0    | 205,0 | 212,5 | 220,0 | 220,0 | 390,0 |
| 7.    | Flavio Villavicencio            | Kuba (CUB)                | C  | 108,40 | 170,0    | 170,0    | 170,0    | 170,0    | 210,0 | 217,5 | 222,5 | 217,5 | 387,5 |
| 8.    | Pávlosz Szalcídisz              | Görögország (GRE)         | A  | 108,95 | 170,0    | 175,0    | 177,5    | 175,0    | 210,0 | 210,0 | 215,0 | 210,0 | 385,0 |
| 9.    | Dede Dekaj                      | Albánia (ALB)             | B  | 109,75 | 162,5    | 167,5    | 167,5    | 162,5    | 210,0 | 215,0 | 217,5 | 217,5 | 380,0 |
| 10.   | Norberto Oberburger             | Olaszország (ITA)         | B  | 109,25 | 170,0    | 175,0    | 177,5    | 175,0    | 195,0 | 200,0 | 200,0 | 200,0 | 375,0 |
| 11.   | Maurys Charón                   | Kuba (CUB)                | B  | 109,65 | 170,0    | 170,0    | 170,0    | 170,0    | 205,0 | 205,0 | 205,0 | 205,0 | 375,0 |
| 12.   | Németh László                   | Magyarország (HUN)        | B  | 109,50 | 172,5    | 177,5    | 177,5    | 172,5    | 200,0 | 205,0 | 205,0 | 200,0 | 372,5 |
| 13.   | Arto Savonen                    | Finnország (FIN)          | C  | 109,20 | 155,0    | 162,5    | 167,5    | 162,5    | 190,0 | 195,0 | 200,0 | 195,0 | 357,5 |
| 14.   | Mohammed Jowad                  | Irak (IRQ)                | B  | 109,85 | 152,5    | 157,5    | 160,0    | 160,0    | 192,5 | 197,5 | 200,0 | 197,5 | 357,5 |
| 15.   | Stark Tibor                     | Magyarország (HUN)        | C  | 108,70 | 160,0    | 165,0    | 167,5    | 165,0    | 190,0 | 195,0 | -     | 190,0 | 355,0 |
| 16.   | Miloš Čiernik                   | Csehszlovákia (TCH)       | B  | 107,85 | 155,0    | 155,0    | 160,0    | 160,0    | 192,5 | 200,0 | 200,0 | 192,5 | 352,5 |
| 17.   | Raymond Kopka                   | Nagy-Britannia (GBR)      | C  | 109,30 | 155,0    | 160,0    | 162,5    | 160,0    | 190,0 | 190,0 | 197,5 | 190,0 | 350,0 |
| 18.   | Rich Schutz                     | Egyesült Államok (USA)    | B  | 106,10 | 155,0    | 155,0    | 155,0    | 155,0    | 192,5 | 192,5 | 197,5 | 192,5 | 347,5 |
| 19.   | Mozafar Ajali                   | Irán (IRI)                | C  | 105,20 | 150,0    | 155,0    | 160,0    | 155,0    | 190,0 | 200,0 | 200,0 | 190,0 | 345,0 |
| 20.   | Mehmed Skender                  | Bosznia-Hercegovina (BIH) | C  | 107,10 | 140,0    | 150,0    | 150,0    | 140,0    | 170,0 | 175,0 | 180,0 | 180,0 | 320,0 |
|       | Piotr Banaszak                  | Lengyelország (POL)       | A  | 108,60 | 180,0    | 185,0    | 190,0    | 185,0    | 210,0 | 210,0 | 210,0 | DNF   | DNF   |
|       | Cson Szangszok (Jeon Sang-Seok) | Dél-Korea (KOR)           | A  | 108,60 | 175,0    | 180,0    | 180,0    | 175,0    | 210,0 | 210,0 | 210,0 | DNF   | DNF   |
|       | Anders Lindsjö                  | Svédország (SWE)          | B  | 109,35 | 155,0    | 155,0    | 160,0    | 160,0    | 192,5 | 192,5 | 192,5 | DNF   | DNF   |
|       | Ibrahim El-Bakh                 | Egyiptom (EGY)            | B  | 108,65 | 155,0    | 155,0    | 160,0    | DNF      | -     | -     | -     | -     | DNF   |